# Guaina (meccanica)

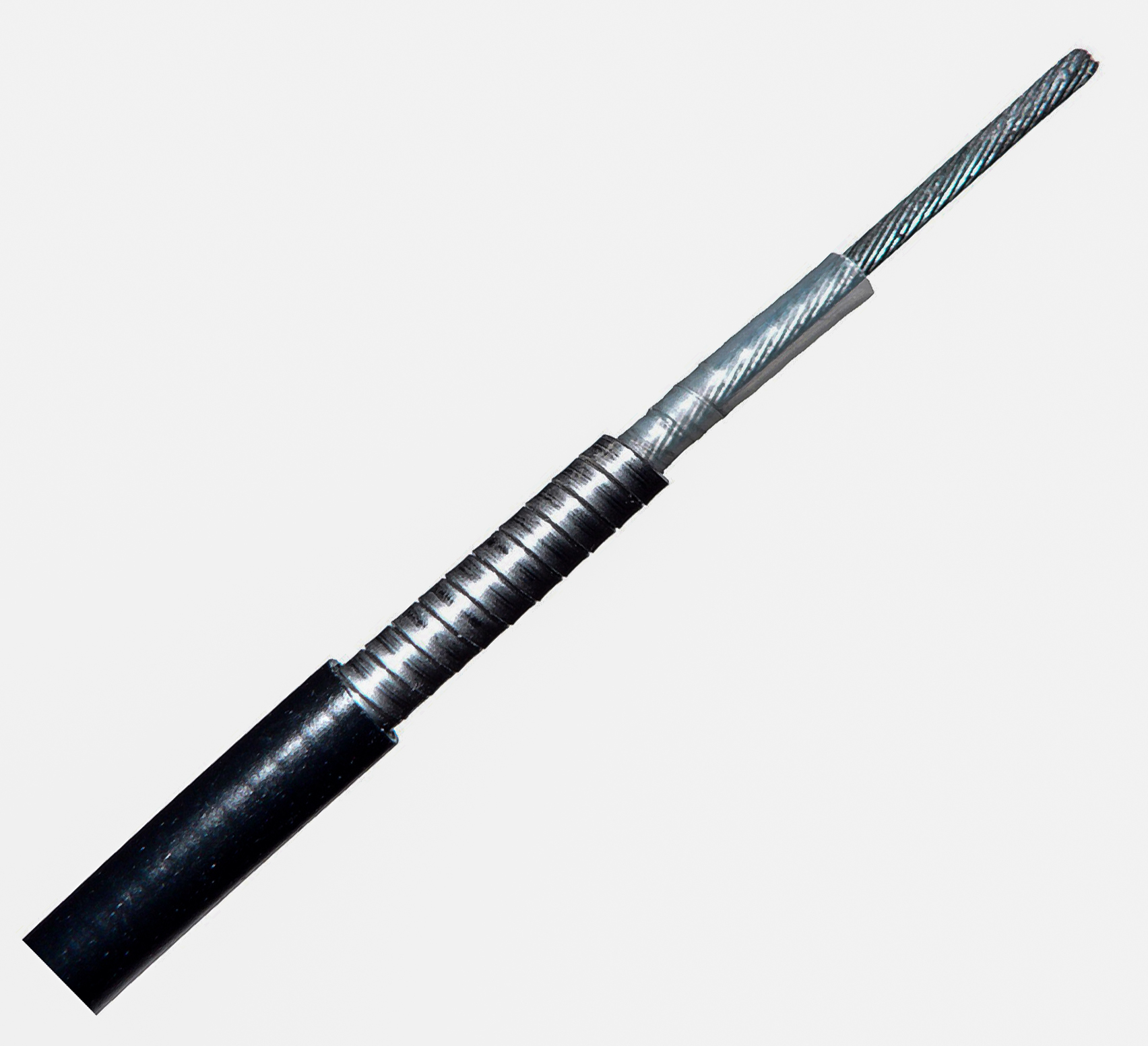
Guaina nelle sue diverse parti (rivestimento esterno, filo piatto e rivestimento antiusura interno), compreso il filo d'acciaio che scorre all'interno

La guaìna (o cavo Bowden) in meccanica è un dispositivo che accoglie un cavo metallico al suo interno, molto utilizzato per i rinvii dei comandi meccanici.

## Ideazione
Fu inventato e brevettato nel 1896 da Ernest Monnington Bowden, da cui prese il nome di Bowden Cable (cavo Bowden).

## Uso

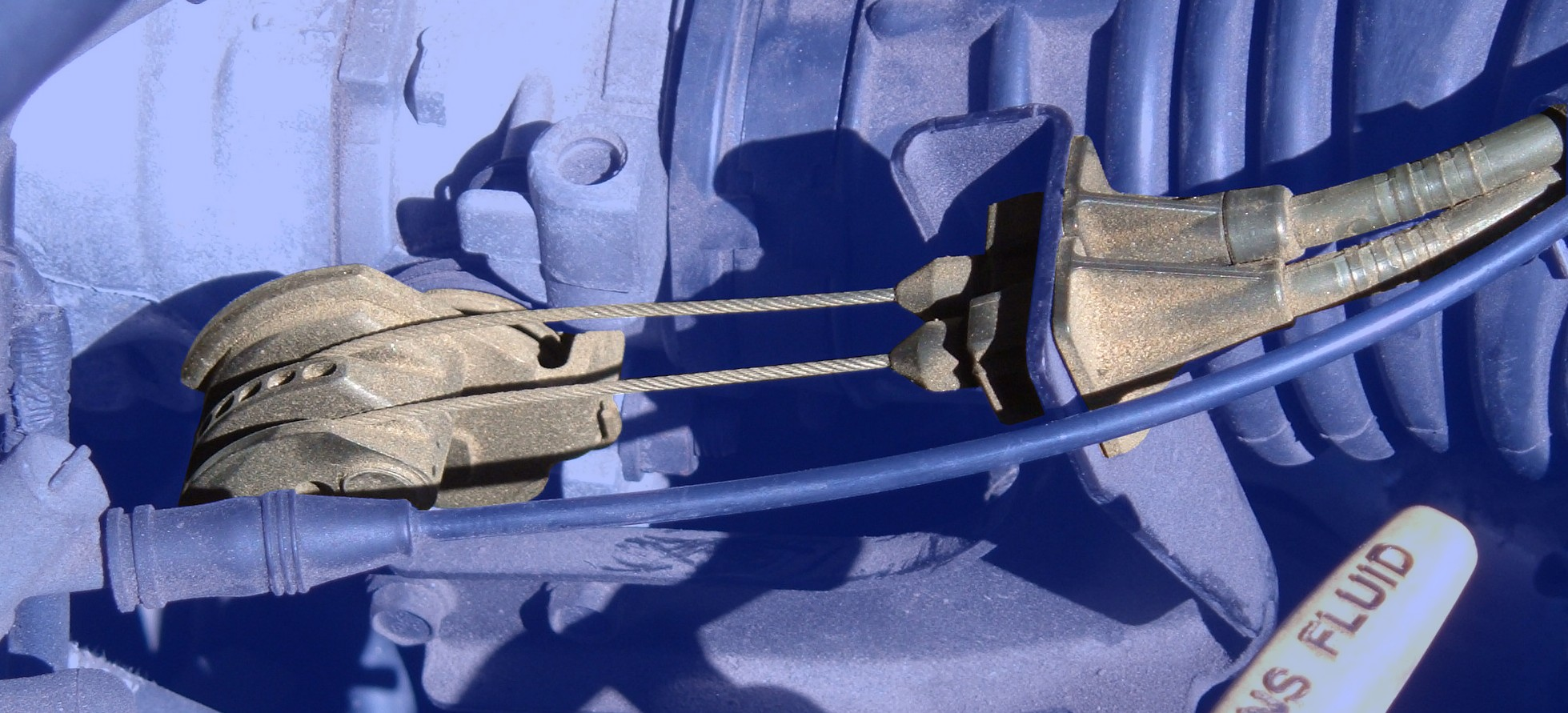
La guaina tenuta fissa da un fermo e il sistema di comando agisce sul filo d'acciaio

Viene utilizzato in qualsiasi applicazione che richieda un rinvio meccanico di un dato comando, soprattutto se semplicità e leggerezza sono dei requisiti. Il freno di stazionamento di moltissimi automobili sfrutta questo meccanismo, ma anche il cambio di quasi tutte le biciclette, i freni della maggior parte di queste e in alcune minimoto, così come in alcuni freni a tamburo per piccole moto e auto.

## Funzione
La guaina permette la trasmissione di una forza attraverso un cavo metallico flessibile; perché la forza sia trasmissibile è necessario che i due capi siano bloccati, vincolando la lunghezza della guaina tra comando e l'organo da azionare.

## Descrizione

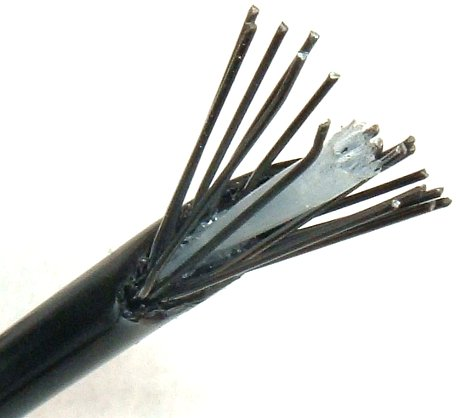
Guaina multifilo

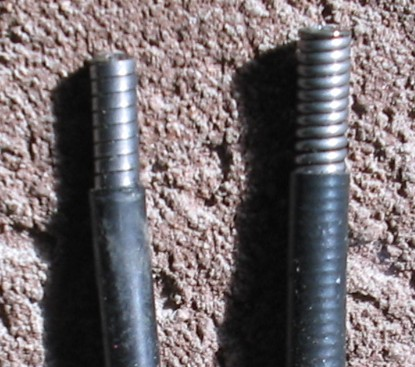
Guaina a filo piatto e guaina a filo rotondo

La guaina è composta da diversi strati:
- Rivestimento esterno generalmente è di tipo plastico e può essere di diversi colori, di cui il più comune è il nero.
- Spirale interna elemento che permette alla guaina di mantenere una lunghezza costante, conferisce la rigidezza assiale della stessa e ne permette l'arcuatura, questa spirale può essere:
  - Filo piatto è caratterizzata da una spirale di sezione rettangolare, questo è la tipologia più utilizzata, dato che permette un'ottima resistenza meccanica.
  - Filo rotondo è caratterizzata da una spirale di sezione circolare e permette un'ottima gestione della stessa, permettendo una maggiore arcuatura e un taglio più netto della guaina.
  - Multifilo o Millerighe, caratterizzata dall'uso di più fili rotondi disposti con una lieve inclinazione per creare delle spirali lunghe; questo tipo di guaina permette un'arcuatura più stretta rispetto ai precedenti, ma ha una minore resistenza agli sforzi; un uso ricorrente nelle biciclette è il comando del cambio.

## Accorgimenti
Per migliorare la funzionalità della guaina si può adoperare:
- Capoguaina: elemento metallico che si applica al termine della guaina, che permette alla guaina di rimanere integra e di non far rovinare la spirale; inoltre riduce il consumo da contatto con i fermi della guaina.
- Rivestimento interno: viene utilizzato in alcune guaine, dato che permette di ridurre l'attrito tra la spirale interna della guaina e il filo metallico che scorre al suo interno.